# 视维德
视维德（德語：SCHWEIZER），是德国的光学仪器品牌，成立于1840年，1945年起生产放大镜。20世纪90年代末生产了世界上第一台具有LED灯的放大镜。

## 相关文化
江泽民于中国共产党第十九次全国代表大会开幕式上使用了视维德生产的放大镜，因而该品牌的放大镜受到关注。